# Roberto Stellone
Roberto Stellone (ur. 27 lipca 1977 w Rzymie) – włoski piłkarz występujący na pozycji napastnika, a także trener.

## Kariera klubowa
Stellone karierę rozpoczynał w Lodigiani Roma. W pierwszej drużynie tego klubu zadebiutował już wieku 16 lat. Przez kolejne cztery sezony rozegrał 50 spotkań i zdobył 18 bramek w Serie C2. W 1997 roku przeniósł się do A.S. Lucchese-Libertas, występującego o jedną klasę rozgrywkową wyżej, niż jego dotychczasowy klub. Jednak w nowej ekipie nie udało mu się przebić do wyjściowej jedenastki. Postanowił więc odejść do AC Parmy. Tam nie zdołał wywalczyć sobie miejsca, nawet na ławce rezerwowych. Dlatego też włodarze ekipy ze Stadio Ennio Tardini, szybko sprzedali go do US Lecce. Po spędzeniu rundy wiosennej sezonu 1998/1999 w barwach Giallorossich, w lecie 1999 dołączył do drużyny SSC Napoli. Wraz z ekipą Azzurri grał zarówno w Serie A, jak i w Serie B. Na sezon 2003/2004 powędrował na wypożyczenie do Regginy Calcio. W 2004 zdecydował się na przeprowadzkę do Genui, podpisując kontrakt z tamtejszym drugoligowcem – Genoą CFC. Na koniec sezonu, z 18 golami na koncie, zajął czwarte miejsce w klasyfikacji strzelców Serie B. Latem 2005 trafił do Torino FC. Latem 2009, po rozegraniu 113 ligowych pojedynków Stellone został wolnym zawodnikiem. 12 listopada 2009 został graczem drugoligowego Frosinone Calcio. W 2011 roku zakończył tam karierę.
W Serie A rozegrał 101 spotkań i zdobył 11 bramek.

## Kariera reprezentacyjna
Stellone dwukrotnie został powołany do młodzieżowej reprezentacji Włoch U-21. Znalazł się w kadrze na mecz przeciwko Walii, zakończonym wynikiem 6-2 oraz na zremisowanym 0-0 pojedynek ze Szwajcarią. W żadnym z tych spotkań Stellone jednak ostatecznie nie wystąpił.